# 494年
| 千纪： | 1千纪                                                                                           |
| 世纪： | 4世纪 \| 5世纪 \| 6世纪                                                                         |
| 年代： | 460年代 \| 470年代 \| 480年代 \| 490年代 \| 500年代 \| 510年代 \| 520年代                       |
| 年份： | 489年 \| 490年 \| 491年 \| 492年 \| 493年 \| 494年 \| 495年 \| 496年 \| 497年 \| 498年 \| 499年 |
| 纪年： | 甲戌年（狗年）；北魏太和十八年；柔然太安三年；南朝齐隆昌元年，延兴元年，建武元年                |

## 大事记
- 中國
  - 北魏孝文帝遷都洛陽，積極推行漢化政策，命令胡人改穿漢服，不得再穿胡服。
  - 东扶余国被爲高句丽所灭。
  - 尚書令、鎮軍大將軍、西昌侯蕭鸞刺死蕭昭業，擁立蕭昭文為帝，不久又毒殺蕭昭文自立為帝，是為齊明帝。

## 逝世
- 9月7日——鬱林王蕭昭業，南朝齊的第三任皇帝，文惠太子蕭長懋之長子，齊武帝之孫。
- 11月23日——齊前廢帝蕭昭文，南朝齊的第四任皇帝，文惠太子蕭長懋之次子，齊武帝之孫。